# Johan Hübner von Holst
Johan Hübner von Holst, né le 22 août 1881 à Stockholm (Suède) et mort le 13 juin 1945 dans la même ville, est un tireur sportif suédois.

## Palmarès

### Jeux olympiques
- Jeux olympiques d'été de 1908 à Londres (Royaume-Uni):
  -  Médaille d'argent en petite carabine par équipes.

- Jeux olympiques d'été de 1912 à Stockholm (Suède):
  -  Médaille d'or en pistolet à 30 m par équipes.
  -  Médaille d'or en petite carabine à 25 m par équipes.
  -  Médaille d'argent en petite carabine à 25 m.
  -  Médaille de bronze en pistolet à 25 m (tir rapide).

### Jeux intercalés
- Jeux olympiques intercalés de 1906 à Athènes (Grèce):
  -  Médaille d'argent en duel de pistolet à 30 m.